# Peak Tram
Peak Tram, Peak Tramway (chin. trad. 山頂纜車) – kolej linowo-terenowa w Hongkongu, przeznaczona zarówno dla turystów jak i ludności miejscowej, wywożąca pasażerów na wyżej położone tereny wyspy Hongkong.

## Położenie
Linia kolejki rozpoczyna się w Dystrykcie Centralnym i poprzez Mid-Levels, prowadzi na szczyt Wzgórza Wiktorii. Peak Tram jest własnością holdingu Hongkong and Shanghai Hotels Group (HSH), które posiada też znany w mieście hotel The Peninsula Hong Kong.

## Trasa
Długość linii kolejowej wynosi ok. 1,4 km. Kolejka pokonuje różnicę wzniesień wynoszącą ok. 400 m. Na szlaku znajdują się dwa wyraźne zakręty, pierwszy w lewą stronę zaraz po opuszczeniu dolnej stacji i drugi w prawą stronę w połowie drogi na szczyt. Na linii występuje zróżnicowanie nachylenia. Peak Tram posiada jedno torowisko oraz pętlę, do której naprzemiennie dojeżdżają dwa tramwaje.
Dolna początkowa stacja Garden Road znajduje się przy Garden Road w pobliżu anglikańskiej Katedry św. Jana 28 m n.p.m. Pierwotnie stacja znajdowała się we wnętrzu wieżowca St. John's Building, na parterze. Na stacji jest jeden tor z peronami po jego obu stronach, jednym dla wysiadających i drugim dla wsiadających.
Stacja końcowa na szczycie znajduje się pod galerią handlową The Peak Tower około 150 m poniżej szczytu Victoria Peak. Podobnie jak stacja początkowa posiada dwa perony i jedno torowisko. Maszynownia i posterunek zawiadowcy znajdują się w pomieszczeniach pod stacją.
Cztery stacje pośrednie funkcjonują jako przystanki na żądanie, wyposażone są w pojedyncze perony:
- Kennedy Road, przy Kennedy Road, nazwanej na cześć Arthura Edwarda Kennedy'ego gubernatora Hongkongu w latach 1872-1877
- MacDonnell Road, przy MacDonnell Road, nazwanej na cześć Richarda Gravesa MacDonnella, gubernatora w latach 1866-1872
- May Road, przy May Road, nazwanej na cześć Francisa Maya, gubernatora w latach 1912–1919
- Barker Road, w pobliżu Barker Road, nazwanej na cześć gen. George'a Digby Barkera.

## Historia
Około 1868 Sir Richard Macdonnell zbudował swoją letnią rezydencję na Wzgórzu Wiktorii, gdzie klimat był znacznie łagodniejszy niż na dole. Wkrótce w tej okolicy zaczęli osiedlać się inni zamożni Anglicy mieszkający w Hongkongu. Transport zapewniały lektyki. Alexander Findlay Smith, który pracował na Kolei Highland w Szkocji, postanowił zbudować linię tramwajową na wzgórze. Budowa linii trwała od 1882 do 1888. W 1926 kolejka została zmodernizowana. Linia została zelektryfikowana. 11 grudnia 1941 kolejka została uszkodzona. Otwarcie po odbudowie nastąpiło w Boże Narodzenie 1945. W 1989 linia została zmodernizowana.